# Aleksej Jerjomenko
Aleksej Jerjomenko (Rostov aan de Don, 24 maart 1983) is een Fins-Russisch voormalig voetballer die uitkwam voor Finland. Hij begon zijn carrière bij het Finse FC Jokerit en na in Italië, Oekraïne en Schotland gespeeld te hebben, voetbalt hij tegenwoordig bij het Russische Roebin Kazan. Jerjomenko speelt meestal als aanvaller, maar kan ook als aanvallende middenvelder en linkermiddenvelder goed uit de voeten.

## FC Jokerit
Op 24 maart 1983 werd Aleksej Jerjomenko geboren als zoon van Aleksej Jerjomenko sr. Zijn vader was voetballer en samen met hem en zijn broertje Roman Jerjomenko trok Aleksej jr. in 1997 naar Finland, omdat Aleksej Jerjomenko sr. bij FF Jaro kwam te voetballen. Bij deze club kwam Aleksej jr. dan ook voor het eerst in de jeugdopleiding. Later kwam hij ook nog in de jeugdelftallen van het Noorse Tromsø IL en het Franse FC Metz te spelen, maar bij geen van beiden zou hij in het eerste elftal komen. Hij keerde namelijk in 2001 terug naar Finland. Daar werd FC Jokerit de eerste professionele voetbalclub waarbij Aleksej Jerjomenko jr. in het eerste elftal kwam te spelen. Hij maakte veel indruk op aanwezige scouts en verdiende zo onder andere een proefstage bij het Engelse Aston Villa. Uiteindelijk besloot die club hem geen contract aan te bieden, waarna Jerjomenko terugkeerde naar Finland, maar bij een andere club dan FC Jokerit een contract tekende. Voor Jokerit scoorde de toentertijd nog enkel Russisch zijnde aanvaller twee doelpunten in vijftien wedstrijden.

## HJK Helsinki
Na de mislukte trainingstage bij Aston Villa tekende Aleksej Jerjomenko in het seizoen 2002 een contract bij HJK Helsinki. Bij HJK groeide hij al snel uit tot een van de belangrijkste basisspelers. Zowel in 2002 als in 2003 won Jerjomenko met de club uit de Finse hoofdstad het landskampioenschap van Finland. Ondanks dat Jerjomenko vaak als aanvaller speelde, scoorde hij niet veel voor HJK. In de totaal zestig wedstrijden die hij zou spelen voor Helsinki scoorde hij namelijk maar tien keer. Toch was hij erg belangrijk voor de club, zowel als spelmaker als als aangever. Daaraan had hij dan ook halverwege het seizoen 2004, toen het seizoen 2004/2005 bijna begon, een transfer naar Italië te danken. Ondertussen had hij de Finse nationaliteit al gekregen en had hij in 2003 zijn debuut voor het Finse elftal gemaakt.

## US Lecce
Voor aanvang van het seizoen 2004/2005 maakte Aleksej Jerjomenko de overstap van HJK Helsinki naar het Italiaanse US Lecce, dat destijds speelde in de Serie A. Bij Lecce kwam hij onder anderen samen te spelen met voetballers als Cristian Daniel Ledesma, Marco Cassetti en Valeri Bojinov. In het eerste seizoen verbaasden zij en de rest van het team vriend en vijand door met Lecce als elfde te eindigden in de Serie A, terwijl de club van tevoren gold als een van de degradatiekandidaten. Zijn debuut voor Lecce maakte Aleksej Jerjomenko op 12 september 2004 in het 2-2 gelijkspel tegen Atalanta Bergamo. In tegenstelling tot het eerste seizoen verliep het tweede seizoen een stuk minder gelukkig. Toen degradeerde US Lecce namelijk uit de Serie A naar de Serie B. Hierdoor en vanwege de teleurstellende prestaties van Jerjomenko bij Lecce, besloot de aanvaller uit Finland de club te verlaten. Zijn prestaties viel in zoverre tegen, doordat hij in de 35 wedstrijden die hij speelde, geen enkele keer tot scoren kwam. Na zijn eerste seizoen bij de club had hij zijn positie overigens al verloren. Toen speelde hij namelijk 27 competitiewedstrijden, terwijl dat in zijn tweede seizoen het er nog slechts acht waren. Na het seizoen 2005/2006 vertrok Aleksej Jerjomenko naar zijn geboorteland, Rusland.

## FK Saturn
Na een teleurstellende periode bij US Lecce, vertrok Aleksej Jerjomenko naar Rusland om te gaan spelen bij een van de kleinere clubs van Moskou, FK Saturn. Met die club speelde hij toch in de Premjer-Liga. Vooral in het eerste seizoen was Jerjomenko van grote waarde voor Saturn. Hij scoorde in 35 wedstrijden namelijk negen keer. Drie en een half seizoen bleef hij met Saturn op het hoogste niveau van het Russische voetbal spelen. Halverwege het seizoen 2009 verliet hij echter de club en tekende een contract bij een Oekraïense voetbalclub. In totaal speelde Aleksej Jerjomenko jr. 76 competitiewedstrijden. Daarin werkte hij twaalf keer de bal in het doel.

## Metalist Charkov
Halverwege 2009 maakte Aleksej Jerjomenko de overstap van het Russische Saturn naar het Oekraïense Metalist Charkov. Hij tekende er op 29 juli 2009 een driejarig contract. Zijn officiële debuut voor Charkov maakte Jerjomenko al meteen een dag later tegen het Kroatische HNK Rijeka. Dit was een wedstrijd in de derde voorronde van de UEFA Europa League 2009/2010. Meteen die wedstrijd scoorde hij ook zijn eerste doelpunt voor de Oekraïners. In de competitie speelde hij in totaal tien wedstrijden voor Metalist. Van maart 2010 tot juli 2010 werd hij uitgeleend aan FF Jaro, een Finse eersteklasser waar hij vroeger deel uitmaakte van de jeugdploeg. Voor deze club maakte hij zeven goals in zestien wedstrijden. In seizoen 2010/11 wordt Jerjomenko alweer uitgeleend, deze keer aan het Schotse Kilmarnock FC.

## Roebin Kazan
Op 30 augustus 2011 tekende Aleksej Jerjomenko een driejarig contract bij het Russische Roebin Kazan, waar ook zijn broer Roman actief is.

## Interlandcarrière
Nadat Aleksej Jerjomenko in 2003 de Finse nationaliteit had gekregen, maakte hij al direct dat jaar zijn debuut voor het nationale elftal van Finland. Op 11 oktober speelde hij zijn eerste interland. Tegenstander in dat duel was Canada, dat met 3-2 werd verslagen. Hij moest in die wedstrijd na 71 minuten plaatsmaken voor Daniel Sjölund. Vooral in de kwalificatiewedstrijden voor het WK 2006 maakte Jerjomenko veel indruk, aangezien hij toen acht keer scoorde. Vier doelpunten daarvan scoorde hij uit rechtstreekse vrije trappen. Heden ten dage maakt Jerjomenko jr. nog steeds deel uit van het nationale elftal van Finland, net als zijn broertje Roman.

## Erelijst
- Veikkausliiga: 2002, 2003 (HJK Helsinki)
- Beker van Finland: 2003 (HJK Helsinki)